# James Beckwourth
James Pierson Beckwourth, znany także jako Jim Beckwith (ur. 6 kwietnia 1798 w hrabstwie Frederick, zm. 29 października 1866 w Denver) – amerykański czarnoskóry traper, handlarz futer i zwiadowca na żołdzie US Army.

## Młodość
Był synem irlandzkiego arystokraty, sir Jenningsa Beckwourtha i niewolnicy-mulatki. W roku 1810 ojciec zabrał go ze sobą na obszary niedawno pozyskanej przez Stany Zjednoczone Luizjany, gdzie osiedlili się w dzisiejszym Saint Louis. W roku 1820, po uwolnieniu go przez ojca, przeniósł się do Galeny w stanie Illinois, gdzie pracował w tamtejszych kopalniach ołowiu.

## Pierwsze wyprawy
W roku 1824 generał William Henry Ashley zatrudnił go jako kowala podczas ekspedycji w górę rzeki Missisipi. Zamiarem Ashleya było dostarczenie zaopatrzenia jego traperom operującym w rejonie dzisiejszych stanów Wyoming i Utah. Beckwourth szybko awansował i wkrótce został osobistym sekretarzem Ashleya.
Po zjeździe Indian i traperów nad potokiem Henry's Fork, dopływem rzeki Green latem 1825 roku, Beckwourth postanowił także zostać traperem i spędził następną zimę w górach stanu Utah ze znanym człowiekiem gór, Jedediah’ą Strong Smithem.
W roku 1828 nadal polował w Górach Skalistych w towarzystwie Roberta Campbella ledwie unikając śmierci w zasadzce, jaką zastawili na nich Indianie z plemienia Czarnych Stóp. Według ówczesnych relacji Beckwourth przedarł się przez front atakujących Indian i sprowadził pomoc w postaci obozujących nieopodal innych ludzi gór.
Jesienią tego samego roku inny człowiek gór, Caleb Greenwood, wmówił wodzowi plemienia Wron Wielkiej Misie (ang.: Big Bowl), że Beckwourth (który miał ciemniejszą niż biali karnację skóry i nieco indiańskie rysy twarzy) jest w rzeczywistości jego dawno utraconym synem, który został uprowadzony przez Szejenów i następnie sprzedany białym. Przyjęty do szczepu Beckwourth stał się rychło szanowanym wojownikiem i prominentnym wodzem.
W tym czasie Beckwourth i Greenwood zatrudnili się w zarządzanym przez Kennetha McKenzie'ego oddziale American Fur Company. Beckwourth, wykorzystując swoją pozycję wśród Wron, rozszerzył swoje i Greenwooda tereny łowieckie i handlowe na północne i środkowe pasma Gór Skalistych.
W roku 1837 niespodziewanie znalazł się na Florydzie, gdzie wziął udział w drugiej wojnie z Seminolami (1835–1842) służąc w armii jako mulnik, ale już po roku wrócił na zachód, gdzie wziął udział w wyprawie Louisa Vasqueza i Andrew Stublette'a wzdłuż szlaku Santa Fe. Na początku lat czterdziestych XIX wieku osiadł na jakiś czas w Pueblo w stanie Kolorado, ale w roku 1846, tuż przed wybuchem wojny z Meksykiem udał się do Kalifornii, gdzie aktywnie włączył się w przygotowania do powstania przeciwko władzy Hiszpanów.
Po wojnie osiedlił się w Santa Fe, gdzie przez krótki czas prowadził saloon, ale gdy wybuchła w roku 1849 gorączka złota wrócił do Kalifornii. W 1851 roku budował drogę bitą dla górników szukających złota w górach Sierra Nevada.

## Ostatnie lata
Kolejna gorączka złota z roku 1859 zaprowadziła go do Kolorado. W czasie wojny secesyjnej pozostawał na zachodzie, służąc jako zwiadowca Armii Unii oraz jako tłumacz i przewodnik milicji płk Johna Chivingtona w operacji przeciwko Szejenom w roku 1864, zakończonej ich masakrą nad Sand Creek.
W roku 1866 płk Henry B. Carrington wynajął Beckwourtha jako wysłannika z misją pokojową do plemienia Wron. Podczas tejże misji Beckwourth został podobno zabity (lub otruty) przez swych rzekomych współplemieńców, którzy podejrzewali, że to on sprowadził na nich epidemię ospy. Według innych doniesień umarł rok później w Denver w Kolorado.